# جفری کاتزنبرگ
جفری کاتزنبرگ (انگلیسی: Jeffrey Katzenberg؛ زاده ۲۱ دسامبر ۱۹۵۰) تاجر و تهیه‌کننده فیلم اهل ایالات متحده آمریکا است. وی از سال ۱۹۷۹ میلادی تاکنون مشغول فعالیت بوده‌است. وی هم‌اکنون مدیرعامل استودیوهای دریم ورکز است.
از فیلم‌ها یا مجموعه‌های تلویزیونی که وی در آن‌ها نقش داشته‌است می‌توان به سندباد: افسانه هفت دریا اشاره نمود.